# Enda Kenny
Enda Kenny, em irlandês Éanna Ó Cionnaith (Castlebar, 24 de abril de 1951), é um político irlandês, que serviu como líder do partido Fine Gael de 2002 a 2017 e taoiseach (primeiro-ministro) da República da Irlanda de 9 de março de 2011 até 14 de junho de 2017. Kenny foi Teachta Dála (TD) pelo condado de Mayo de 1975 até 2020, tendo sucedido o seu pai Henry Kenny. Enda Kenny já anteriormente serviu como Ministro do Turismo e do Comércio, de 1994 a 1997.
Exerceu durante dois mandatos o cargo de vice-presidente do Partido Popular Europeu. Depois da eleição geral do 25 de Fevereiro de 2011, o Fine Gael, partido de Enda Kenny, governa em coligação com o Labour no governo irlandês.
Depois de dois meses de negociações após as eleições de 2016, foi alcançado um acordo para um governo minoritário liderado pelo Fine Gael e Kenny foi reeleito como Taoiseach em 6 de maio de 2016, se tornando o primeiro líder do partido Fine Gael a ser reeleito como Taoiseach. Em 17 de maio de 2017, anunciou sua renúncia dos cargos de líder do partido Fine Gael e de primeiro-ministro. Foi sucedido por Leo Varadkar, do seu partido.
O período em que esteve na liderança do país viu a Irlanda se recuperando economicamente, com um misto de austeridade e controle de gastos do governo. No âmbito social, se posicionou, na maioria dos casos, como um progressista.
Kenny deixou o cargo de Teachta Dála e se aposentou da política durante as eleições gerais de 2020.